# Kościół św. Marcina z Tours w Strzelcach Wielkich
Kościół świętego Marcina z Tours w Strzelcach Wielkich – rzymskokatolicki kościół parafialny należący do parafii pod tym samym wezwaniem (dekanat gostyński archidiecezji poznańskiej).
Jest to świątynia wzniesiona w latach 1487-1490 dzięki staraniom biskupa poznańskiego Uriela Górki. Wieża została dobudowana w 1862 roku. Kościół został rozbudowany w latach 1902-1903 - rozebrane zostało dotychczasowe prezbiterium, zostały wybudowane: transept oraz nowe prezbiterium z zakrystiami po bokach. We wnętrzu znajduje się polichromia z 1930 roku wykonana przez Wiktora Gosienieckiego oraz późnorenesansowe epitafium Kaspra Miaskowskiego, poety epoki wczesnego baroku.